# 차이나는 도올
《차이나는 도올》은 2016년 3월 6일부터 5월 22일까지 JTBC에서 방영된 교양 프로그램이다.

## 제자
다음의 사람들이 제자로 출연하였다.
| 이름          | 생년월일               | 회차 (11회 기준 출연횟수)         |
| ------------- | ---------------------- | --------------------------------- |
| 박철민        | 1967년 1월 18일(58세)  | 01회 ~ 현재 (총 출연 횟수 : 11회) |
| 호란          | 1979년 7월 5일(45세)   | 01회 ~ 현재 (총 출연 횟수 : 11회) |
| 조승연        | 1981년 10월 27일(43세) | 01회 ~ 현재 (총 출연 횟수 : 11회) |
| 박재민        | 1983년 7월 30일(41세)  | 01회 ~ 현재 (총 출연 횟수 : 11회) |
| 알베르토 몬디 | 1984년 1월 17일(41세)  | 01회 ~ 현재 (총 출연 횟수 : 11회) |
| 박가원        | 1985년 8월 15일(39세)  | 01회 ~ 현재 (총 출연 횟수 : 11회) |
| 신보라        | 1987년 3월 17일(38세)  | 01회 ~ 현재 (총 출연 횟수 : 11회) |
| 혜이니        | 1992년 6월 3일(33세)   | 01회 ~ 현재 (총 출연 횟수 : 11회) |
| 장성규        | 1983년 4월 21일(42세)  | 01회 ~ 현재 (총 출연 횟수 : 11회) |

## 같이 보기
- 차이나는 클라스